# Heterofónia
A heterofónia a keleti zenekultúrákra jellemző kezdetleges többszólamúság. Ilyenkor a kísérő szólamok is a dallamot játsszák, azzal a különbséggel, hogy az egyes dallamhangokat kidíszítik, tekintet nélkül a keletkező disszonanciákra.
A kifejezés Platón Nomoi (Törvények) című művében fordul először elő. Már ott nagyjából azt jelenti, amit a későbbi zenetudományban: a kezdetleges többszólamúságnak azt a formáját, mikor a több hang által intonált dallamban az egyes szólamok regiszterben (azaz az ugyanazon hangforrás-típus által képzett hang magasságában és színében) és cifrázatokban el-el-térnek egymástól.

## Etimológia
Összetett szó: ókori görög ἕτερος héterosz (= más, eltérő) és a φωνή phonē (= hang) szavakból.

## Alkalmazásai
Különösen a keleti (török, arab, perzsa, kelet-ázsiai) zenék sajátsága, pl. a gamelán-zenekarok élnek vele gazdagon. 
A dzsesszben is előfordul, különösen a Dixieland és a Chicago stílusoknál.